# أوراكا
أوراکا (بالإنجليزية: Auraka)‏ المعنى الحرفي هو «ملتهم الجميع». إنه إله الموت في الأسطورة البولينيزية.